# Junkers Ju 290
Lo Junkers Ju 290 era un quadrimotore ad ala bassa sviluppato dall'azienda aeronautica tedesca Junkers Flugzeug- und Motorenwerke AG nei primi anni quaranta. Assegnato alla Luftwaffe verso la fine della seconda guerra mondiale venne destinato a compiti di trasporto a lungo raggio, bombardamento e ricognizione marittima.
Lo Ju 290 fu l'unico quadrimotore da carico pesante in dotazione alla Luftwaffe nel corso di tutta la seconda guerra mondiale.

## Storia del progetto
Sviluppato a partire dall'aereo da trasporto civile Ju 90, la versione militarizzata (Ju 90) ricevette la nuova denominazione Ju 290 A-0, i primi due prototipi volarono nel 1942 e subito raccolsero l'approvazione della Luftwaffe che ne ordinò altri cinque (Ju 290 A-1) dando l'avvio alla produzione. Questi primi esemplari furono destinati al compito di trasporti pesanti (quindi dotati di rampe di carico in coda e torrette difensive) e presero parte al ponte aereo di Stalingrado nel dicembre del 1942.
Il Ju 290 A-2, versione da ricognizione del Ju 290, dotata di radar, fu prodotta presso la fabbrica Letov di Praga. Alcuni varianti nel tipo di armamento dettero origine alle versioni A-3, A-4 e infine A-5.
Nell'inverno del 1941 la Wehrmacht incontrò problemi nell'effettuare rifornimenti in quantità sufficienti per le truppe impiegate sul fronte russo. La soluzione consistette nel modificare i quadrimotori di linea Ju 90, in una versione militarizzata più grande, lo Ju 290 appunto.
Contemporaneamente la Kriegsmarine aveva necessità di un aereo a lungo raggio per ricognizione marittima, con cui individuare i convogli di rifornimento alleati.
Lo sviluppo del Ju 290 fu proteso ad ottenere un aereo in grado di svolgere entrambi i compiti: la dotazione di radar FuG 200 Hohentwiel, l'autonomia di 3.000 chilometri o 20 ore di volo lo rese un'ottima macchina con cui sostituire il superato Fw 200 Condor. La versione definitiva del ricognitore (Ju 290 A-5) fu dotato di una blindatura rinforzata della cabina e serbatoi autosigillanti.
In totale ne furono costruiti 65 tra esemplari da trasporto, da ricognizione e da bombardamento, ma non ne furono mai in servizio più di 20 contemporaneamente.
La prima serie di velivoli venne dipinta con lo schema RLM 65/70/71 mentre alcuni esemplari usati nella ricognizione marittima nello schema RLM 65/72/73.
Le versioni successive del velivolo mostrarono caratteristiche molto promettenti, con un'autonomia sempre accresciuta e l'armamento più pesante, compresa la possibilità, in sviluppo, di trasportare i vari missili anti-nave. Tre Ju 290, con serbatoi supplementari, effettuarono un volo diretto fino in Manciuria per scambiare i dati tecnici con il Giappone. E ritornarono con metalli rari necessari all'industria tedesca per la realizzazione le leghe speciali. Secondo lo storico Horst Zoeller, in un articolo giornalistico tedesco del dopoguerra si asseriva che tre velivoli Ju 290 furono convertiti in aerei civili, con capienza supplementare di combustibile, ed assegnati alla Deutsche LuftHansa (DLH) durante la guerra. Questi velivoli volarono dalla Bulgaria a Yin-ch'uan (o Ninghsia), a circa 833 km ad ovest di Pechino.
La grande autonomia del Ju 290 lo resero un candidato ideale per il progetto di bombardare gli Stati Uniti. Dal momento in cui però la Germania perse il predominio sull'oceano, questo progetto fu abbandonato.
Nell'ottobre 1944 tutta la produzione venne interrotta.
Un ultimo Ju 290 venne costruito dalla Letov dopo il termine del conflitto, utilizzando ed assemblando le parti destinate ad un prototipo da alta quota Ju 290 B, quindi completato ed utilizzato come aereo di linea e ridenominato Letov L 290 Orel.

## Impiego operativo

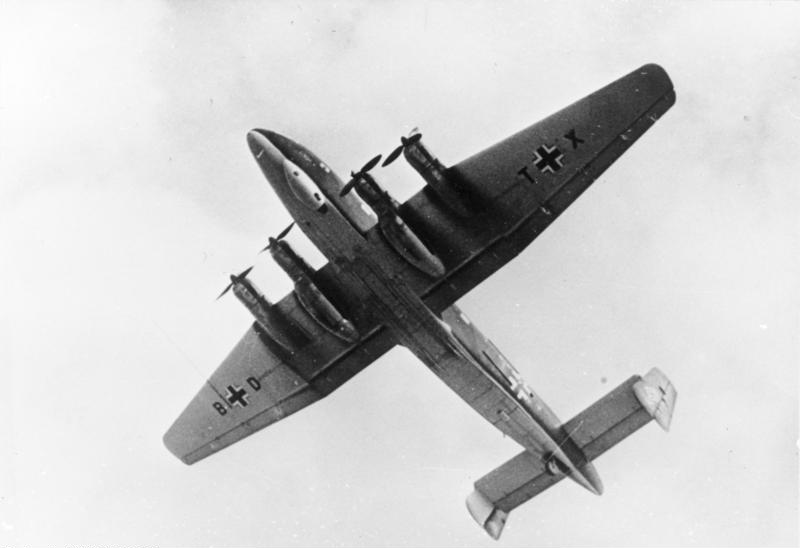
Il prototipo Junkers Ju 290 V1, poi A-0, in volo, 1942

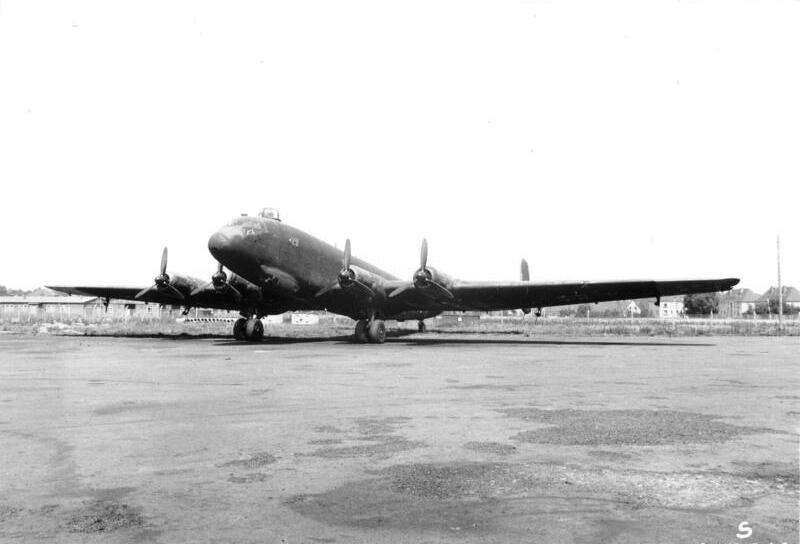
Uno Junkers Ju 290 A-3

Tre velivoli Ju 290 A-7 furono modificati con vani bombe speciali (per alloggiare bombe a testata nucleare) per l'esportazione in Giappone. Durante la guerra il Giappone stava sviluppando una bomba atomica in una base in quella che è ora la Corea del Nord. Il Giappone difettava di un velivolo della lunga autonomia con cui riuscire a bombardare il territorio degli Stati Uniti. Questi A-7 apparentemente non furono mai esportati in Giappone in quanto gli aeroporti in Bulgaria caddero in mano all'esercito sovietico.
Non riuscì ad eseguire anche missioni di attacco come l'altro, tranne che per un ridotto numero di velivoli con bombe Ruhrstahl SD 1400. Dopo l'uso come ricognitore marittimo, venne passato anch'esso al ruolo di trasporto.
Un certo numero di Ju 290 sopravvisse alla guerra. Gli alleati ne provarono almeno tre. Quello ottenuto dagli Stati Uniti (un A-4 (W.Nr. 0165), con un naso a patata della Letov/Praga e con il sistema di guida Kehl-Straßburg della Dornier) fu impiegato in operazioni notturne e quindi con la parte ventrale dipinta di nero.
Anche i Britannici ne ricevettero due per la valutazione.
Il primo fu uno Ju-290A-9, W.Nr. 0185, aereo preparato come trasporto personale per Adolf Hitler, dotato di cabina pressurizzata con 50 posti a sedere. Questo velivolo volò con I/KG 200 da Finsterwalde ed effettuò un volo a Barcellona (Spagna) il 23 maggio 1944 al comando del capitano Braun, primo comandante del LTS 290.
Vi fu poi un A-5, W.Nr. 0178, acquistato dalla Spagna ed usato come trasporto per membri del governo presso la Scuola Superiore di Volo di Salamanca. In seguito è stato ritirato dal servizio a causa di un incidente nella metà degli anni cinquanta.
Altri velivoli erano stati smilitarizzati già durante la guerra per volare in missioni segrete verso Barcellona. Alcune delle ultime missioni, sotto il comando diretto del Grand Ammiraglio Karl Dönitz, furono condotte al fine di nascondere le annotazioni dei movimenti degli U-Boot, prima del crollo della Germania nazista. In particolare uno Ju 290 trasportò alcuni ufficiali nazisti da Praga a Barcellona verso la fine di aprile nel 1945. Tra questi passeggeri ci potrebbe essere stato anche il generale delle SS Hans Kammler che sparì in quel periodo da Praga. Kammler era a capo del progetto del razzo V-2 e di altre tecnologie segrete. C'è inoltre una possibilità che la missione sia stata autorizzata dall'OSS come parte dell'Operazione Paperclip (con la quale gli USA reclutarono scienziati nazisti) e dell'Operazione Sunrise (le trattative segrete di resa delle forze tedesche in Italia).

## Versioni
- Ju 290 A-0: due prototipi.
- Ju 290 A-1: cinque gli esemplari di questa prima serie, destinati al trasporto.
- Ju 290 A-2: versione da ricognizione per il pattugliamento marittimo a lungo raggio, dotata di radar FuG 200 Hohentwiel.
- Ju 290 A-3:
- Ju 290 A-4: come la versione precedente, si tratta di una versione modificata nell'armamento della A-2.
- Ju 290 A-5: la versione definitiva della modello da ricognizione: dotato di una blindatura rinforzata della cabina e serbatoi autosigillanti.
- Ju 290 A-6:
- Ju 290 A-7: tre esemplari, modificati per il bombardamento nucleare destinati al Giappone, non furono mai consegnati.
- Ju 290 A-8:
- Ju 290 A-9:
- Ju 290 B: versione ottimizzata al volo ad alta quota.

## Utilizzatori

### Civili
Cecoslovacchia
- Ceské aerolinie

operò con un singolo esemplare di costruzione cecoslovacca, identificato come Letov L 290 Orel, dopo il termine della seconda guerra mondiale.
 Germania
- Deutsche LuftHansa (DLH)

### Militari
Germania
- Luftwaffe

 Spagna
- Ejército del Aire